# Isanthus
Isanthus is een geslacht van zeeanemonen uit de klasse van de Anthozoa (bloemdieren).

## Soorten
- Isanthus capensis Carlgren, 1938
- Isanthus homolophilus Chintiroglu & Doumenc, 1998